# دشت حلقه
دشت حلقه، روستایی است که یک قلعه تاریخی بسیار زیبا دارد و از توابع بخش مرکزی شهرستان مینودشت در استان گلستان ایران است. نام قدیم ان هلاکو است. 
نگار خانه

## جمعیت
این روستا در دهستان چهل‌چای قرار داشته و بر اساس سرشماری سال ۱۳۸۵ جمعیت آن ۷۰۰ نفر (۱۴۸ خانوار)
بوده است.